# 스위치투수
스위치투수는 야구에서 왼손과 오른손의 양손으로 모두 던지는 투수를 가리키는 단어이다.

## 설명
스위치투수는 야구에서 흔한 유형의 투수가 아닌데 이는 양손을 모두 사용해서 던지는 경우 왼손이나 오른손의 한손으로 던지는 것보다 부담이 크기 때문이다. 이로 인해 스위치투수의 경우는 많이 없으며 희귀한 형태의 스위치투수는 대부분 구원 투수인 경우가 많다. 스위치투수로 알려진 야구선수로는 한화 이글스의 투수로 활약했던 최우석이 있다.

## 같이 보기
- 야구
- 투수